# 1045 Michela
1045 Michela è un asteroide della fascia principale interna. Scoperto nel 1924, presenta un'orbita caratterizzata da un semiasse maggiore pari a 2,359340 UA e da un'eccentricità di 0,158268, inclinata di 0,263815° rispetto all'eclittica. Ha un diametro di 6,104 km, un periodo di rotazione di 2,701 ore e un'albedo di 0,328.
Fa parte della famiglia di asteroidi Massalia.
L'asteroide è dedicato a Micheline van Biesbroeck, figlia dello scopritore.